# Oumar Tall
Pour les articles homonymes, voir Tall.
Cheikh Oumar Foutiyou Tall, de son vrai nom Omar Foutiyou Tall (ou Oumar Seydou Tall), appelé aussi El Hadj Omar ou encore Al-Fouti, est un souverain, chef de guerre, érudit musulman et dirigeant de la congrégation soufie de la Tijaniyya.
Né à Halwar dans le Fouta-Toro, dans l’actuel Sénégal, entre 1794 et 1797, il a fondé un empire toucouleur musulman sur le territoire de ce qui est aujourd'hui la Guinée, le Sénégal, la Mauritanie et le Mali.
Dès son jeune âge, il a embrassé la Tijaniyya et a donc joué un rôle majeur dans la propagation de cette dernière au Niger, au Mali, en Mauritanie et au Sénégal (il s’attribua d'ailleurs le titre de khalife de la tariqa en Afrique sub-saharienne). Il a disparu mystérieusement dans la falaise de Bandiagara (actuel Mali) le 12 février 1864,.

## Biographie

### Enfance

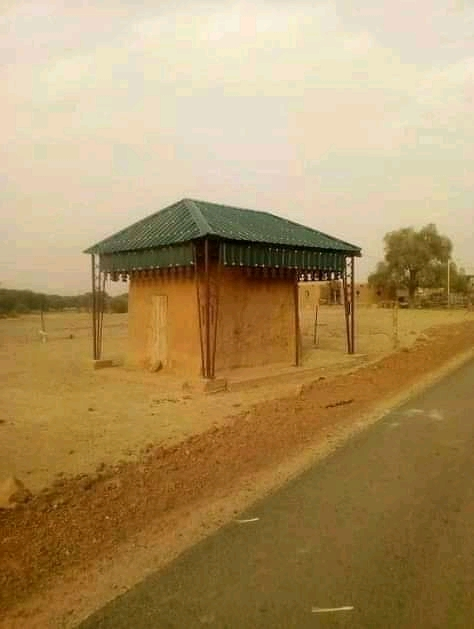
Lieu de naissance à Halwar.

Né entre 1794 et 1797 à Halwar, il est le fils de Saidou Tall et de Sokhna Adama Aïssé Thiam. Il est le quatrième fils de son père. Peul issu d’une grande famille de notables et chefs religieux, il a commencé à approfondir sa connaissance de l’islam grâce à Abd el-Karim, lettré musulman originaire du Fouta-Djalon, membre de la confrérie Tijaniyya.

### Voyage
À partir de 1827 et pendant dix-huit ans, Oumar Tall entreprend plusieurs voyages. Il se rend à Hamdallaye sur le Niger où il rencontre Cheikhou Amadou, le fondateur de l'empire théocratique du Macina, puis séjourne plusieurs mois à Sokoto à la cour de Mohammed Bello. Il traverse ensuite le Fezzan et se rend au Caire avant d’atteindre La Mecque où il reçoit, de la part de Muhammad Al Ghâlî, les titres d’El Hadj et de calife de la confrérie soufi tidjane pour le Soudan (1828). Il rejoint ainsi la confrérie Tidjaniya en 1833, par l’intermédiaire de Mohammed el-Ghali Boutaleb, originaire de Fès, qu’il avait rencontré et fréquenté à la Mecque.
Il séjourne ensuite à l’université al-Azhar du Caire, puis chez le sultan du Bornou dont il épouse une fille, à la cour de Mohammed Bello dont il épouse également une fille, enfin de retour à Hamdallaye chez Cheikhou Amadou. En 1845, il passe une journée à Mélakh et prend l'initiative d'y construire un village.
Pendant treize ans, il prêche l’islam sunnite à travers la doctrine acharite, la jurisprudence malikite et la spiritualité de la Tijaniyya, d’abord au Fouta-Djalon, puis à Dinguiraye (actuelle Guinée) en 1848.

### Djihad

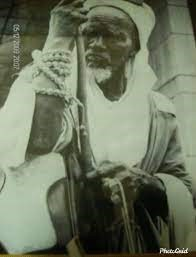
Oumar Tall en 1860.

À Dinguiraye, il prépare le djihad (guerre sainte). Il acquiert une réputation de saint et rassemble de nombreux disciples qui formeront les cadres de son armée. Son armée, équipée d’armes légères européennes reçues de trafiquants britanniques de Sierra Leone, s’attaque aux noirs non musulmans, à partir de 1850. Avec l'aide des  Maures , il occupe les territoires des Sérères, Wolofs, Soninkés, Khassonkés, et du Bambouk (1853), puis attaque les Bambaras Massassi dont il prend la capitale Nioro (1854). En 1856, il annexe le Kaarta et Diangounté  réprime sévèrement les révoltes.
Luttant contre l’armée coloniale française, il fait construire un tata (une fortification) à Koniakary (77 km à l’ouest de Kayes). En avril 1857, il déclare la guerre au royaume du Khasso et assiège le fort de Médine, qui sera libéré par les troupes de Louis Faidherbe le 18 juillet 1857.
Entre 1858 et 1861, El Hadj Oumar Tall s’attaque aux royaumes bambaras de Kaarta et de Ségou (bataille de Ngano). Le 10 mars 1861, il conquiert Ségou qu’il confie un an plus tard à son fils Ahmadou pour partir à la conquête d’Hamdallaye, capitale de l’empire peul du Macina qui tombera le 16 mars 1862 après trois batailles faisant plus de 70 000 morts. Obligé de se réfugier dans les grottes de Deguembéré, près de Bandiagara, il a disparu mystérieusement dans la grotte.
Son neveu Tidiani Tall sera son successeur et installera la capitale de l’empire Toucouleur à Bandiagara. Son fils Ahmadou Tall règne à Ségou, Nioro et commandait le Niger de Sansanding à Nyamina, une partie des Bambaras du Beledougou, le Bakhounou, le Kaarta jusqu’à la conquête française en 1893. Un autre de ses fils, Aguibou Tall, fut roi du Dinguiraye avant d'être nommé sultan du Macina par les Français en 1892.

### État théocratique et esclavagiste
Mû par l’idéologie universaliste de l’islam et par un projet de rénovation égalitaire de la société, El Hadj Oumar encourage le libéralisme du sunnisme via la confrérie Tidjaniya, dont il est le représentant de l’époque, et se promet d’imposer une « fraternité transcendante » aux peuples du Soudan occidental.
El Hadj Oumar gouverne ses États comme une théocratie, assisté par un conseil comprenant quelques grands marabouts, certains de ses frères et des compagnons de pèlerinage. La loi coranique est le principe fondamental du gouvernement. Sur le plan administratif, El Hadj Oumar s’inspire du modèle égypto-turc avec division du pouvoir entre un gouverneur civil (pacha) et un gouverneur militaire (bey). Chaque province dispose d’une puissante forteresse (tata) commandée par un chef militaire dirigeant une importante garnison.
C’est, à l'instar de la colonisation peule conduite par Modibbo Adama dans l'Adamaoua, le fondateur d'un État prospérant essentiellement par le trafic d'esclaves.

## Épopée d’El Hadj Oumar
L’un des amis d’Oumar Tall, Mohamadou Allou Tyam, couche par écrit l’histoire de sa vie dans un récit, la Kacida, qu’il rédige en `ajami, c’est-à-dire en peul noté avec l’alphabet arabe. Ce récit est traduit en français pour la première fois par Henri Gaden en 1935, puis plusieurs autres éditions et traductions plus proches du texte original, dont une en français par Samba Dieng en 1983. L’épopée d’El Hadj Oumar connaît dans le même temps une ample diffusion orale parmi les populations peules, notamment au Sénégal et au Mali, et devient un mythe fondateur de l’islamisation de l’Afrique de l’Ouest, l’épopée présentant El Hadj Oumar comme un messie annonçant les grands cheikhs musulmans de la région pour les décennies suivantes qu’allaient être Mbaba Diakhou (fondateur d’une théocratie au Rip) ou El Hadj Malick Sy, ou encore Cheikh Ibrahim Niasse ses successeurs à la tête de la tariqa tidjane.